# Zef Benusi
Zef Benusi (ur. 2 lutego 1898 w Szkodrze, zm. 1965 w Szkodrze) – albański polityk i prawnik, w 1943 minister edukacji i kultury.

## Życiorys
Uczył się w kolegium jezuickim w Szkodrze, a następnie wyjechał na studia do Rzymu. W 1932 ukończył studia prawnicze na Uniwersytecie Rzymskim i powrócił do kraju. Został mianowany sędzią Sądu Okręgowego w Korczy, po kilku latach został przeniesiony do Tirany, a następnie do Szkodry.
W lipcu 1943 mianowany ministrem edukacji i kultury w rządzie Eqrema Libohovy. Po dwóch miesiącach podał się do dymisji i objął stanowisko dyrektora departamentu w ministerstwie sprawiedliwości. W 1944 odszedł z ministerstwa i podjął pracę jako adwokat. W 1945 aresztowany przez funkcjonariuszy Departamentu Obrony Ludu. 13 kwietnia 1945 sąd specjalny w Tiranie skazał go na 5 lat więzienia za współpracę z okupantem, a także skonfiskował jego majątek. W czasie, kiedy odbywał karę w więzieniu jego żona i syn zostali wyrzuceni z domu, w którym mieszkali. W 1947 uwolniony z więzienia, pracował jako robotnik. W latach 1954–1959 internowany wraz z rodziną we wsi Shtyllas k. Fieru, a następnie we wsi Kuç k. Kurveleshu. Uwolniony z internowania powrócił do Szkodry, a następnie przeniósł się do Lezhy, gdzie pracował w zawodzie adwokata.
W 2002 ukazały się drukiem prace Benusiego poświęcone albańskiemu prawu zwyczajowemu.